# Muerte y funeral de Estado de Ronald Reagan

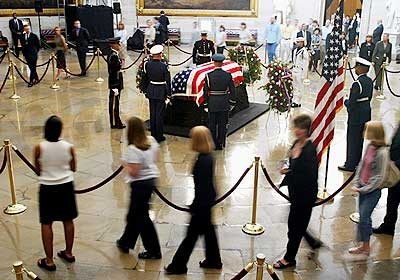
El ataúd del expresidente Ronald Reagan en el Capitolio de los Estados Unidos.

El cuadragésimo presidente de los Estados Unidos, Ronald Reagan, falleció el 5 de junio de 2004, después de haber sufrido la enfermedad de Alzheimer durante casi una década. Un funeral de Estado de seis días siguió a su muerte, partiendo el 5 de junio y terminando el 11 del mismo mes.
Tras la muerte de Reagan, su ataúd fue trasladado desde Los Ángeles, California, hasta Gates, Kingsley and Gates Funeral Home en Santa Mónica (California). El 7 de junio fue transportado en carroza fúnebre para ser exhibido en la Biblioteca y Museo Presidencial de Ronald Reagan en Simi Valley, California, para volar después a Washington D. C. para un servicio el 9 de junio, ser visto públicamente y rendirle tributos en el edificio del Capitolio. Después del "lying in state", que duró treinta y cuatro horas en el Capitol Rotunda, se realizó un funeral de Estado en la Catedral Nacional de Washington el 11 de junio, el día que el presidente George W. Bush declaró un día nacional de luto. Ese mismo día, después de los servicios, el ataúd de Reagan fue transportado de vuelta a California para estar en la Biblioteca y Museo Presidencial de Ronald Reagan.
El funeral de Estado se ejecutó en Military District of Washington (MDW) y fue el primero desde el de Lyndon B. Johnson en 1973. Richard Nixon, quien presidió el funeral de Johnson, no tuvo un funeral de Estado.

## Muerte

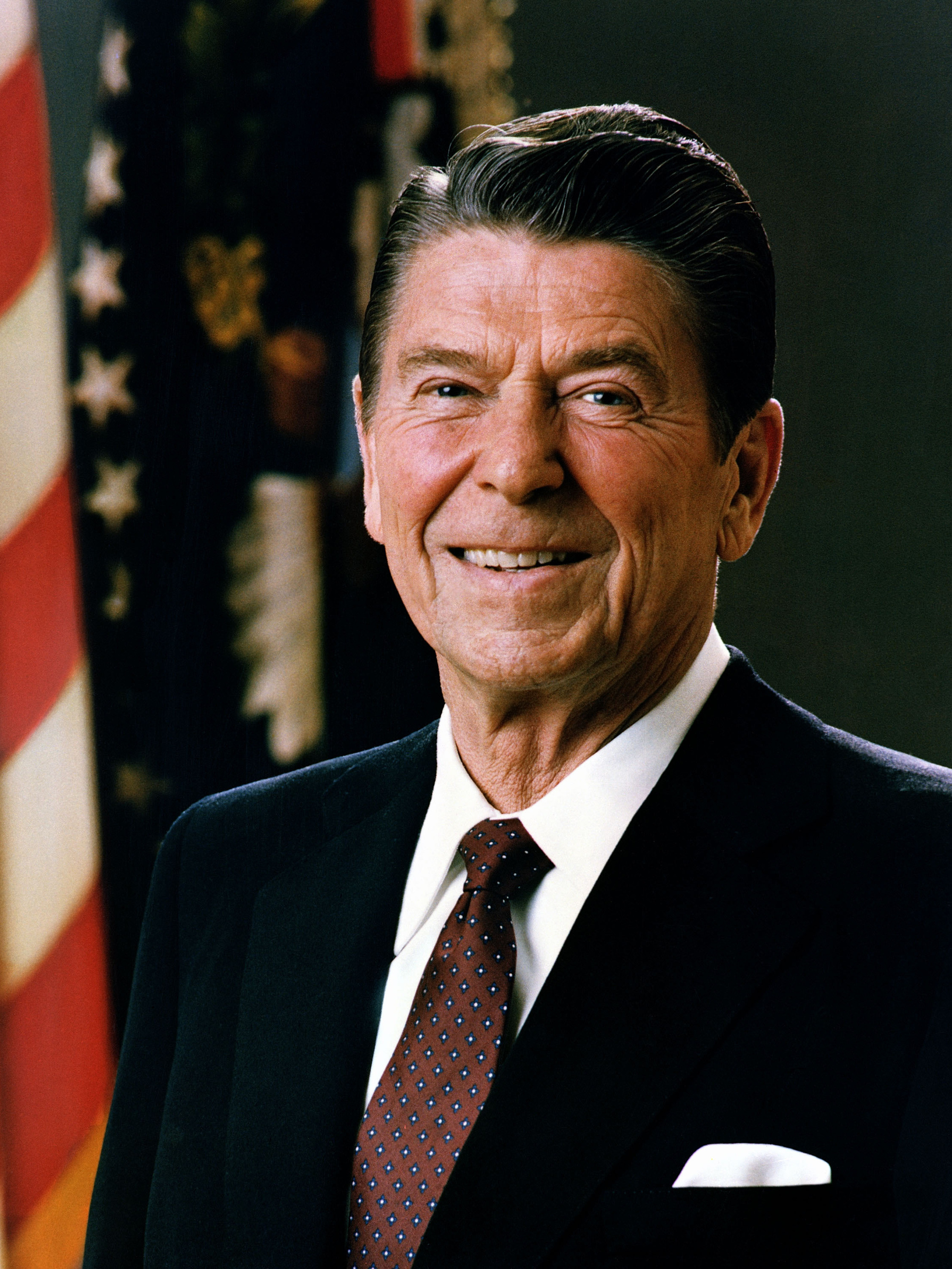
Ronald Reagan, presidente de los Estados Unidos (1981-1989).

En la mañana del 5 de junio de 2004 había reporteros que indicaban que la salud del expresidente Ronald Reagan se había deteriorado significativamente, tras 10 años de sufrir la enfermedad de Alzheimer. De acuerdo a la hija de Reagan, Patti Davis, "en el último momento, cuando su respiración nos dijo que era el fin, abrió sus ojos y miró directamente a mi madre. Se abrieron esos ojos que no se habían abierto por días, y no estaban opacos ni vagos. Estaban claros y azules y llenos de amor. Si una muerte puede ser hermosa, la suya lo fue". Su esposa, la ex primera dama Nancy Reagan, le dijo que el momento era "el mejor regalo que me podrías haber dado." Reagan murió por neumonía en su hogar a las 13:09 PDT (20:09 UTC, o 16:09 EDT). A su lado estaba su esposa y dos de sus hijos, Ron y Patti. Su hijo mayor, vivo, Michael, estuvo con él el día anterior. 
Una carroza transportó el cuerpo por Sunset Boulevard en Los Ángeles hacia Gates, Kingsley and Gates Funeral Home en Santa Mónica. Tras su muerte, Nancy Reagan entregó una declaración a través de la oficina de su marido diciendo:

Mi familia y yo queremos que el mundo sepa que el presidente Ronald Reagan falleció después de diez años con la enfermedad de Alzheimer, a los 93 años de edad. Apreciamos todas sus oraciones.

## Declaraciones y tributos

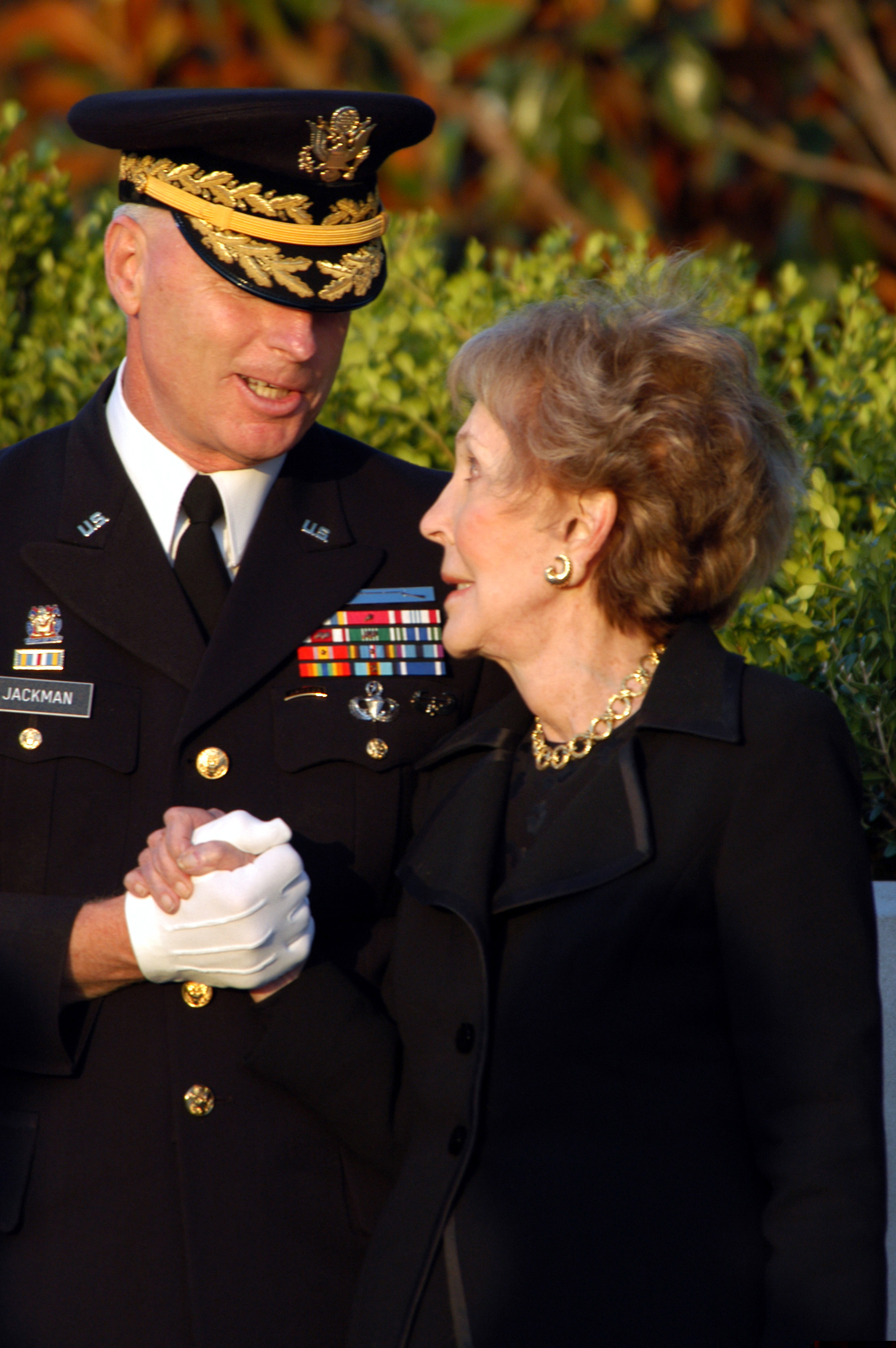
Durante los eventos de la semana, cada vez que Nancy Reagan aparecía en público, estaba escoltada por el Mayor General del Ejército de EE. UU. Galen B. Jackman.

El presidente George W. Bush estaba en París cuando Reagan falleció e hizo una declaración sobre su muerte en una rueda de prensa. El Presidente Bush dijo el 5 de junio de 2004:

Esta es una hora triste en la vida de Estados Unidos. Una gran vida estadounidense ha llegado a su fin. Acabo de hablar con Nancy Reagan. De parte de toda nuestra nación, Laura y yo le ofrecimos a ella y a la familia Reagan nuestras oraciones y condolencias.
Ronald Reagan ganó el respeto de Estados Unidos con su grandeza, y ganó su amor con su bondad. Tenía la confianza que va con la convicción, la fuerza que va con el carácter, la gracia que va con la humildad y el humor que viene con la sabiduría. Deja tras de sí una nación que restauró y un mundo que ayudó a salvar.
Durante los años del Presidente Reagan, Estados Unidos dejó atrás una era de división y de dudas. Y debido a su liderazgo, el mundo dejó atrás una era de miedo y tiranía. Ahora, dejando a nuestro líder descansar, te agradecemos.
Siempre nos dijo que para Estados Unidos, lo mejor está por venir. Nosotros nos confortamos con el conocimiento de que esto es cierto para él, también. Su trabajo está hecho, y ahora una ciudad brillante lo espera. Que Dios bendiga a Ronald Reagan.

Se ordenó que las banderas estadounidenses en la Casa Blanca, a través de Estados Unidos y alrededor del mundo en las instalaciones y locaciones operativas oficiales estadounidenses, estuvieran a media asta durante 30 días mediante una proclamación del Presidente Bush. En el anuncio del fallecimiento de Reagan, Bush también declaró el 11 de junio como Día Nacional de Luto.
Algunos de los primeros tributos internacionales a Reagan incluyeron los de la Reina Isabel II, la ex primera ministra Margaret Thatcher, el primer ministro Tony Blair, el ex primer ministro canadiense Brian Mulroney, el primer ministro canadiense Paul Martin, y el presidente de Francia Jacques Chirac. Martin aconsejó al Gobernador General Adrienne Clarkson que ordenara que todas las banderas de Canadá en todo Canadá y en todas las misiones diplomáticas canadienses en los Estados Unidos estuvieran a media hasta el 11 de junio, en simpatía del Día Nacional de Luto estadounidense.
Las personas rindieron homenaje a la muerte de Reagan dejando tributos y condolencias en las embajadas y consulados de Estados Unidos en otros países, como también otros locales alrededor del país que fueron importantes de la vida de Reagan, incluyendo su biblioteca presidencial, su lugar de nacimiento en Tampico, Illinois, al lugar donde estuvo el cuerpo después de su muerte, y a la casa de la fraternidad Tau Kappa Epsilon en Eureka, Illinois.
El Senador por Massachusetts John Kerry, entonces candidato Demócrata a presidente, suspendió su campaña hasta que terminaron los funerales, en respeto a Reagan.

## Eventos del funeral

### Biblioteca Reagan

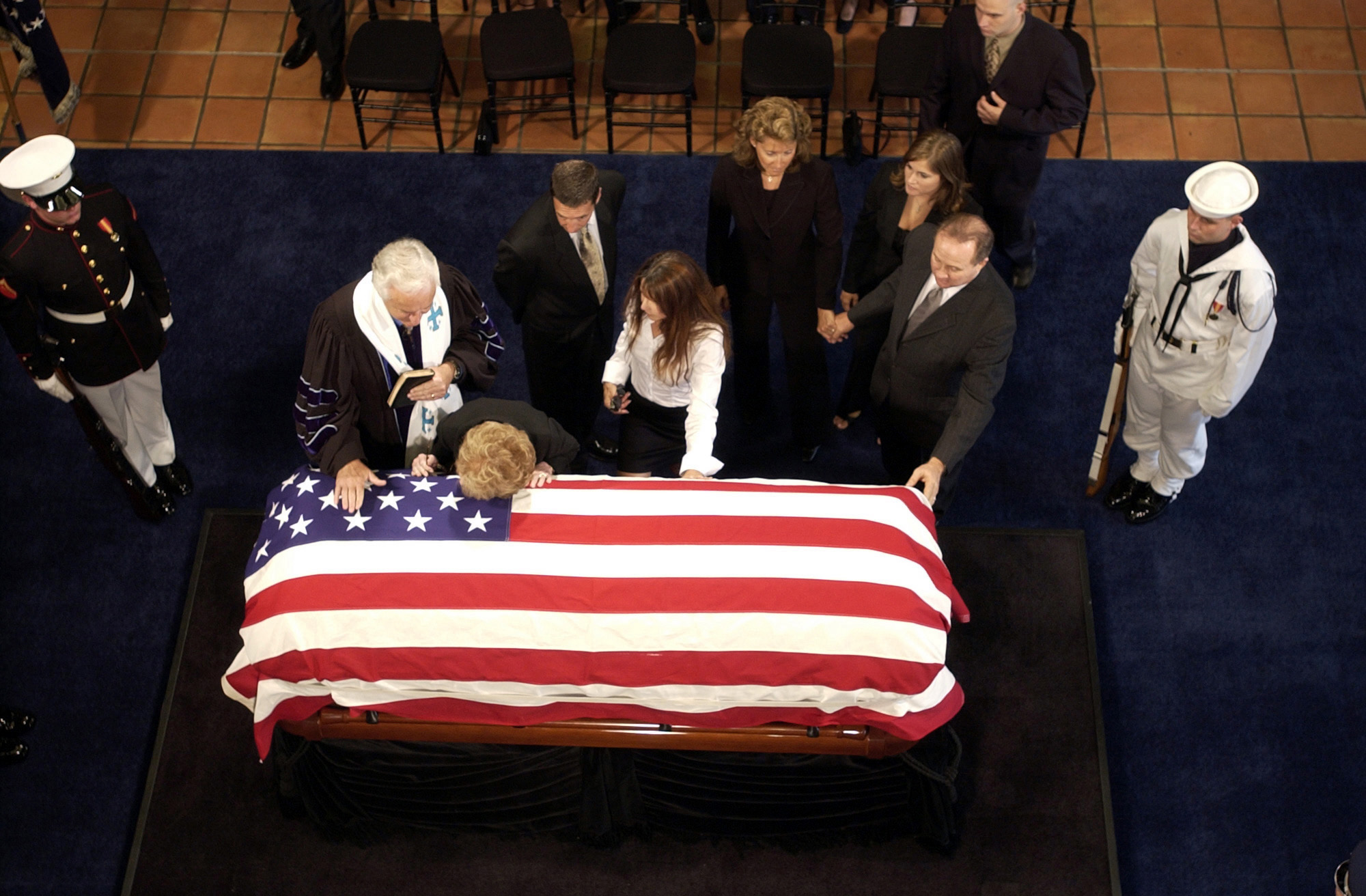
Nancy Reagan apoya su cabeza sobre el ataúd de su marido en su biblioteca presidencial.

El 7 de junio, el cuerpo de Reagan fue movido del hogar funeral y llegado en una caravana a 20-milas-por-hora, en una carroza, a la Biblioteca y Museo Presidencial de Ronald Reagan en Simi Valley.
El ataúd de Reagan, un modelo Marsellus Masterpiece, fue transportado por la guardia de honor militar representada por todas las ramas de las Fuerzas Armadas de Estados Unidos al interior del lobby de la biblioteca para depositarlo allí y que pudiera exhibirse (lie in repose). Allí, un pequeño servicio de la familia fue conducido por el Rev. Dr. Michael H. Wenning, anterior pastor de Bel Air Presbyterian Church, donde Reagan asistía. Cuando las oraciones concluyeron, Nancy Reagan y su familia se acercaron al ataúd, donde la Sra. Reagan apoyó su cabeza sobre el mismo. Después de que la familia se marchó, las puertas de a biblioteca se abrieron, y el público empezó a ingresar en un intervalo de 2.000 por hora durante la noche. En total, cerca de 108.000 personas visitaron la biblioteca presidencial para ver el ataúd.

### Partida a Washington

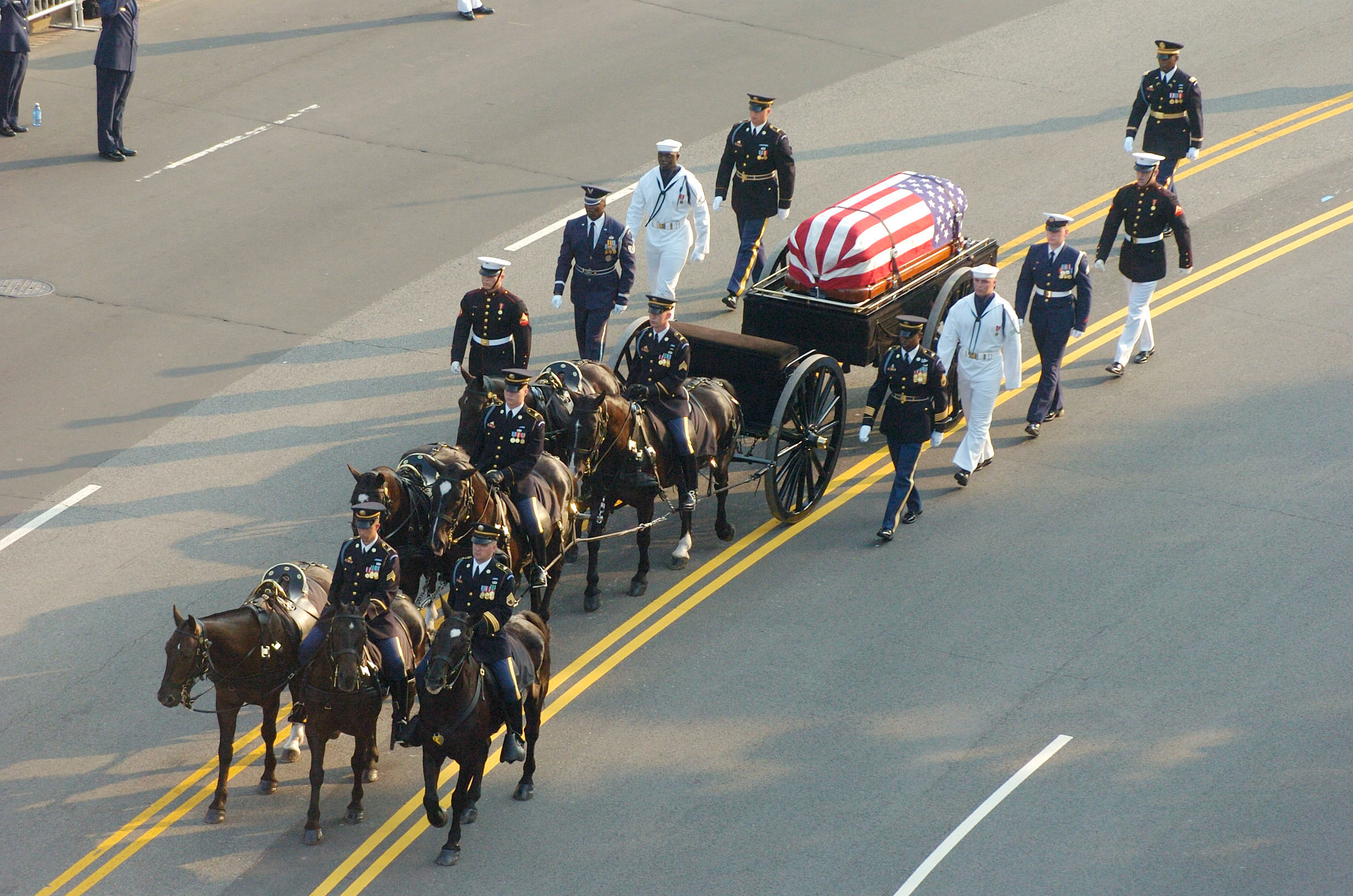
La carroza con el ataúd del Presidente Reagan en Constitution Avenue, marchando hacia el Edificio del Capitolio.

El 9 de junio, el ataúd de Reagan fue transportado desde la biblioteca presidencial, en caravana, hasta Base Naval Ventura County Point Mugu en Ventura, California; era la misma pista de aterrizaje a la que Reagan aterrizaba una y otra vez durante su presidencia para visitar su rancho de California. SAM 28000, uno de los Boeing 747-200s, que suelen ser utilizados por el presidente como Air Force One, arribó para transportar el ataúd a Washington. Miles de personas se reunieron para ver la partida del avión. Antes de que abordara el Avión Presidencial VC-25A, Nancy Reagan saludó a la multitud con su escolta militar a su lado. El avión despegó a las 9:40 AM PST.

### Eventos en Washington
En Washington D. C., miembros del Congreso, junto a un gran público presente, rindieron sus honores a Reagan inmediatamente después de su muerte y durante sus funerales.

#### Procesión del funeral
Los eventos en la capital comenzaron cuando el ataúd de Reagan llegó a la Andrews Air Force Base, Maryland. Fue descargado del avión, y trasladado por carroza en una procesión a través de suburbios de Maryland y Virginia y en la capital nacional, a través del Memorial Bridge, hasta la Constitution Avenue.